# 蒂拉若
蒂拉若（法語：Thurageau，法語發音：[tyʁaʒo]）是法国新阿基坦大区维埃纳省的一个市镇，属于普瓦捷区。

## 地理
蒂拉若（46°46'5"N, 0°14'33"E）面积35.29 平方千米，位于法国新阿基坦大区维埃纳省，该省份为法国中西部省份，北起曼恩-卢瓦尔省和安德尔-卢瓦尔省，西接德塞夫勒省，南至夏朗德省，东南接上维埃纳省，东临安德尔省。
与蒂拉若接壤的市镇（或旧市镇、城区）包括：舒普、杜赛、朗克卢瓦特尔、米尔博、乌济伊、圣马丁拉帕吕。
蒂拉若的时区为UTC+01:00、UTC+02:00（夏令时）。

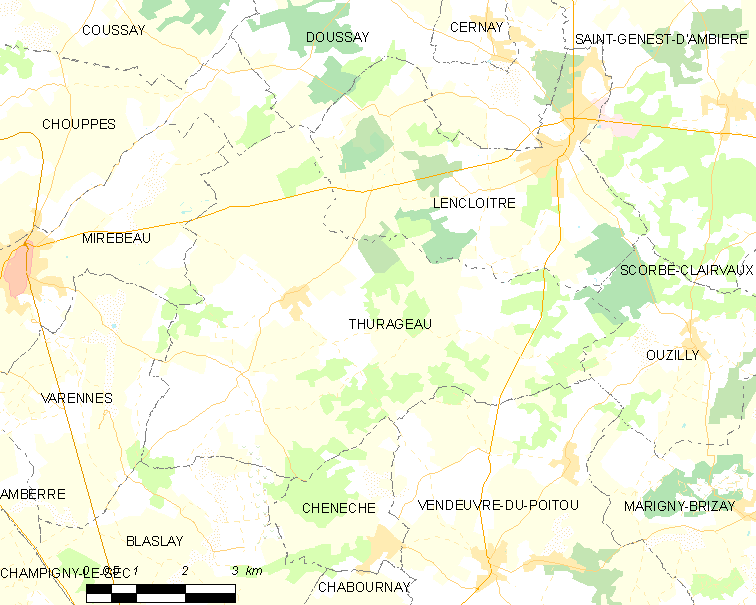
蒂拉若的OSM定位图

## 行政
蒂拉若的邮政编码为86110，INSEE市镇编码为86271。

## 政治
蒂拉若所属的省级选区为米涅-欧桑斯县。

## 人口

1962-2008年间蒂拉若人口变化图示

蒂拉若于2022年1月1日时的人口数量为732人。